# Ángel César Mendoza Arámburo
Ángel César Mendoza Arámburo (La Paz, Baja California Sur; 15 de diciembre de 1934-La Paz, 25 de marzo de 2014) fue un abogado y político mexicano que se desempeñó como el primer gobernador constitucional de Baja California Sur de 1975 a 1981 tras su erección como estado. Miembro del Partido Revolucionario Institucional (PRI).
Fue diputado federal en la XLVII legislatura del Congreso de la Unión y fue Subsecretario de Inspección Fiscal de la Secretaría de Hacienda y Crédito Público (1982). Fungiendo como gobernador, fundó en 1976 la Universidad Autónoma de Baja California Sur. Estaba casado con Luz Davis Garayzar con quien procreó 3 hijos: Guadalupe,  Carlos y Ángel César.

## Biografía
Nació en la ciudad de La Paz (Baja California Sur) el 15 de diciembre de 1934. Era hijo de Ángel Mendoza Sabido y Julia Arámburo. Falleció en la misma ciudad durante la madrugada del 25 de marzo de 2014.

## Estudios
Cursó estudios de primaria y secundaria en La Paz, B.C.S. De 1951 a 1952 cursó la enseñanza media superior en la Escuela Nacional Preparatoria  y en 1953, se matriculó en la facultad de Derecho de la Universidad Nacional Autónoma de México, de donde egresó en 1957. Se tituló en 1963 con la tesis “Reformas Necesarias al Código Agrario Vigente”.

## Currículum
| Periodo                                     | Cargo |
| ------------------------------------------- | --- |
| 1949 - 1950                                 | Secretario de Frente Juvenil del PRI en Baja California Sur                                                                                                   |
| 1949 - 1950                                 | Secretario de Frente Juvenil del PRI en Baja California Sur                                                                                                   |
| 1953                                        | Secretario de Becas de la Sociedad de Alumnos de la Facultad de Derecho de la UNAM.                                                                           |
| 1954                                        | Secretario de Actas de la Sociedad de Alumnos de la Facultad de Derecho de la UNAM.                                                                           |
| 1955                                        | Notificador Ejecutor de la Oficina Federal de Hacienda No. 21 en México, D.F.                                                                                 |
| 1957                                        | Oficial Judicial del Tribunal Superior de Justicia del Distrito y Territorios Federales.                                                                      |
| 1 de diciembre de 1958                      | Auxiliar del Secretario Particular del Presidente de la República.                                                                                            |
| 2 de enero de 1959                          | Secretario Auxiliar del Secretario de la Presidencia. |
| 1 de diciembre de 1964                      | Secretario Particular del Secretario de Recursos Hidráulicos.                                                                                                 |
| 1 de agosto de 1965                         | Secretario General de Gobierno del territorio de Baja California Sur.                                                                                         |
| 1967 – 1970                                 | Diputado Federal en la XLVII del Congreso de la Unión. |
| 1 de diciembre de 1970                      | Secretario General de Gobierno del territorio de Baja California Sur                                                                                          |
| 1971                                        | Presidente de la comisión electoral en el territorio de Baja California Sur para el establecimiento del régimen municipal.                                    |
| 1974                                        | Presidente de la comisión electoral para la renovación de ayuntamientos e instalación del primer congreso y poder ejecutivo estatal.                          |
| 5 de abril de 1975 – 5 de abril de 1981     | Gobernador Constitucional del estado de Baja California Sur.                                                                                                  |
| 6 de abril de 1981                          | Secretario de Organización de la Confederación Nacional de Organizaciones Populares (CNOP).                                                                   |
| 15 de agosto de 1982                        | Encargado del despacho de la Secretaría General de la CNOP.                                                                                                   |
| 22 de septiembre de 1982                    | Secretario de Acción Popular del Comité Ejecutivo Nacional del Partido Revolucionario Institucional (PRI).                                                    |
| 24 de enero de 1983                         | Delegado Fiduciario del Fondo de Inversiones Financieras para Agua Potable y Alcantarillado y del Fondo Fiduciario Federal del Fomento Municipal de Banobras. |
| 1984                                        | Secretario de Promoción y Gestoría del Comité Ejecutivo Nacional del PRI.                                                                                     |
| 1984 – 1985                                 | Subsecretario de Inspección Fiscal de la Secretaría de Hacienda y Crédito Público (SHCP).                                                                     |
| 1 de diciembre de 1987                      | Miembro del Consejo Consultivo del Comité Ejecutivo Nacional del PRI.                                                                                         |
| 19 de enero de 1989 – 28 de febrero de 1997 | Delegado Estatal de CONASUPO en Baja California Sur. |